# Ritratto di vecchio seduto
Ritratto di vecchio seduto è un dipinto a olio su tela di Giovan Battista Moroni conservato presso l'Accademia Carrara. Vorrebbe raffigurare Pietro Spini, tesoriere e riformatore dello statuto del comune di Bergamo.

## Storia
Il quadro viene datato negli anni successivi al 1570, molto probabilmente eseguito presso lo studio del pittore, e sembra che possa rappresentare Pietro Spini (o Spino), conterraneo dell'artista essendo nato ad Albino nel 1513, e tesoriere del comune di Bergamo, tra i cinque riformatori dello statuto della città, persona di spicco della comunità cittadina, poeta e studioso (scrisse poesie con pubblicazione postuma, e la storia di Bartolomeo Colleoni). Probabilmente nel 1570 il Moroni stava pensando il suo ritorno a Bergamo dopo l'essersi allontanato un decennio causa la diatriba tra due famiglie bergamasche, ritorno che avverrà solo nel 1572.  Pietro Spini poteva essere un punto di inizio per un nuovo rientro in Bergamo.

## Descrizione
Il ritratto di vecchio esprime la massima maturità artistica raggiunta dal Moroni. Il pittore usava posizionare i modelli per i suoi ritratti leggermente di lato, facendoli poi voltare verso lo spettatore, creandone il movimento: anche questa tela raffigura un uomo anziano seduto su di una sedia dantesca, posto di lato, in una stanza poco illuminata, le sfumature di grigio di una parete solo apparentemente anonima gli fanno da sfondo.
L'uomo, ha una posizione molto comoda e rilassata sulla sedia, tanto da farla quasi sparire, la schiena leggermente curva è stanca, ma dignitosa. Poggia entrambe le braccia sui braccioli della poltroncina, indossa una grande e ampia sopraveste nera e si volge, guarda il visitatore e pare volerlo redarguire per il fastidio d'essere stato disturbato mentre era intento alla lettura, la mano sinistra infatti regge un libro di cui tiene il segno, quando improvvisamente viene disturbato. La sua espressione è infastidita e accigliata dalla seccatura che gli è stata recata. La sopraveste foderata di pelliccia con le grandi maniche cascanti, la lunga barba bianca ben curata, e il cappello nero, ci raccontano di un uomo colto e di potere.
L'ambientazione è quella di altri quadri del Moroni, probabilmente il suo studio, e anche il libro che l'uomo tiene in mano è presente in altri lavori dell'artista, forse il medesimo dipinto nel Giovanni Gerolamo Albani o nel Ritratto di Giovan Pietro Maffei.